# Oxycopis nigripennis
Oxycopis nigripennis är en skalbaggsart som först beskrevs av Champion 1890.  Oxycopis nigripennis ingår i släktet Oxycopis och familjen blombaggar. Inga underarter finns listade i Catalogue of Life.